# Пыльный позёмок
Пыльный (песчаный) позёмок — атмосферное явление, перенос пыли (частиц почвы, песчинок) ветром с земной поверхности в слое высотой до 1,5—2 м, не приводящий к заметному ухудшению видимости (если нет других атмосферных явлений, горизонтальная атмосферная видимость на уровне 2 м составляет 10 км и более). Возникает обычно при сухой поверхности почвы и скорости ветра 6—9 м/с и более.
Часто наблюдаются в пустынях и полупустынях, но в сухую ветреную погоду могут наблюдаться и в других растительных зонах — степной и даже лесной.
Не следует путать пыльный позёмок с пыльной бурей и пыльной мглой.
В авиационном метеорологическом коде METAR песчаный позёмок обозначается как DRSA (от англ.  drifting sand), а пыльный позёмок — DRDU (от англ. drifting dust).
В «Наставлении гидрометеорологическим станциям и постам» пыльный (песчаный) позёмок определяется как «перенос пыли, частиц почвы или песка у поверхности земли до высоты 1,5—2 м. Может наблюдаться даже при очень слабом ветре».